# Yang Guozhong
Yang Guozhong (chinês tradicional: 楊國忠, chinês simplificado: 杨国忠, pinyin: Yáng Guózhōng, Wade–Giles: Yang Kuochung) (falecido em 15 de julho de 756), Yang Zhao (楊釗), foi um político chinês que serviu como principal chanceler da dinastia Tang de 752 a 756, no final do reinado do Imperador Xuanzong. Conhecido em sua juventude como um jogador e dissipador, Yang ascendeu rapidamente ao poder político depois que sua prima distante, Yang Yuhuan, tornou-se a consorte favorita do Imperador Xuanzong em 744. Seus laços familiares e habilidades como administrador financeiro ajudaram-no a navegar pela tumultuada política da corte do final dos anos 740 e início dos anos 750 para tornar-se o principal chanceler do imperador em 752. Enquanto Yang desfrutava da confiança do Imperador Xuanzong, sua competência como chanceler foi questionada e ele se viu envolvido em uma feroz rivalidade com um antigo aliado político, o general e favorito imperial An Lushan. Yang foi responsabilizado por precipitar a rebelião cataclísmica de An em 755. No ano seguinte, ele forçou o exército Tang de Geshu Han, então em posições defensivas favoráveis no Passo Tong, a enfrentar o exército rebelde, levando à derrota das forças Tang e à queda da capital imperial, Chang'an. Yang tentou fugir para sua base em Chengdu com o Imperador Xuanzong, mas quando a comitiva imperial parou na Estação de Mawei, no moderno Shaanxi, Yang e sua família, incluindo Yang Yuhuan, foram massacrados por soldados da guarda imperial que os culpavam pelo caos.

## Início de vida
Não se sabe quando Yang Zhao nasceu. Sua família era da Prefeitura de Pu (蒲州, aproximadamente Yuncheng, Shanxi) e traçava sua ascendência até o grande oficial da dinastia Han Yang Zhen (楊震), assim como oficiais de Mais tarde Yan, Wei do Norte e dinastia Sui. O bisavô de Yang Zhao, Yang Wang (楊汪), foi um oficial importante durante a dinastia Sui. Seu avô, Yang Youliang (楊友諒), serviu como magistrado de condado para Tang, e seu pai, Yang Xun (楊珣), serviu como oficial militar. Sua mãe, Lady Zhang, era irmã dos amantes de Wu Zetian, Zhang Yizhi e Zhang Changzong.
Dizia-se que Yang Zhao mesmo carecia de conhecimento e virtudes. Ele era um grande bebedor e jogador, e era desprezado pelos membros de seu próprio clã. Motivado por esse desprezo, Yang decidiu ingressar no exército e acabou servindo no exército estacionado na Prefeitura de Yi (益州, aproximadamente a moderna Chengdu, Sichuan). Por seu serviço militar, estava destinado a ser promovido, mas o secretário geral da Prefeitura de Yi, Zhang Kuan (張寬), não gostando dele, inicialmente se recusou a fazê-lo e, na verdade, o chicoteou, mas eventualmente ele foi nomeado magistrado do Condado de Xindu. 
Após o término de seu mandato de três anos, ele não economizou fundos suficientes para voltar para casa e dependeu da assistência de um homem rico da região, Xianyu Zhongtong (鮮于仲通). Ele também passou muito tempo com a família do primo de seu pai, Yang Xuanyan (楊玄琰), e eventualmente teve um caso com uma das filhas de Yang Xuanyan (a futura Senhora de Guo). Quando Yang Yuanyan, que não tinha filhos, morreu, Yang Zhao ficou temporariamente encarregado da casa, até que as filhas de Yang Yuanyan foram para a Província de Henan (河南府, ou seja, Luoyang) para ficar com seu tio Yang Xuanjiao (楊玄璬). Yang Zhao mais tarde serviu como xerife do Condado de Fufeng (扶風, na moderna Xi'an, Shaanxi), mas não conseguiu progredir mais e retornou à região da Prefeitura de Yi. Enquanto estava na região, ele também se casou com sua esposa Pei Rou (裴柔), que havia sido prostituta.

## Ascensão ao poder
Em 744, a filha de Yang Xuanyan, Yang Guifei, tornou-se a favorita concubina do Xuanzong de Tang. Nesse ínterim, nessa época, Xianyu Zhongtong havia se tornado associado de Zhangqiu Jianqiong (章仇兼瓊), o governador militar (jiedushi) do Circuito de Jiannan (劍南, com sede em Chengdu), e Zhangqiu temia que o poderoso chanceler Li Linfu, com quem não mantinha boas relações, encontrasse alguma maneira de prejudicá-lo. Ele queria, portanto, que alguém fosse à capital Chang'an para ajudá-lo a manter boas relações com indivíduos poderosos em seu nome.
Xianyu recomendou Yang Zhao. Zhangqiu deu a Yang um presente e também deu a ele muitos itens impressionantes da região e o fez levá-los para Chang'an. Assim que Yang Zhao chegou a Chang'an, ele deu o suborno de Zhangqiu às irmãs da Consorte Yang e dois de seus primos poderosos, Yang Xian (楊銛) e Yang Qi (楊錡), e retomou seu caso com uma das irmãs dela. As irmãs e primos da Consorte Yang, assim, repetidamente elogiaram e recomendaram tanto Zhangqiu quanto Yang Zhao, e ainda apontaram para o Imperador Xuanzong as habilidades de Yang Zhao para entreter jogando. Yang Zhao foi então permitido no palácio e, posteriormente, foi feito oficial da guarda imperial.
Em 747, Yang Zhao estava servindo como Shi Yushi (侍御史), um censor imperial, quando Li Linfu queria acusar o oficial Yang Shenjin (楊慎矜) de crimes. Ele então contratou Yang Zhao para informar Wang Hong (王鉷), filho do primo de Yang Shenjin, que ressentia Yang Shenjin por ainda vê-lo como membro júnior da família, do descontentamento do Imperador Xuanzong com Yang Shenjin por seu envolvimento com um feiticeiro chamado Shi Jingzhong (史敬忠). Li Linfu então induziu Wang a fazer acusações contra Yang Shenjin, que era descendente dos imperadores Sui, de estar conspirando para derrubar Tang e restaurar Sui. Como resultado, Yang Shenjin e seus irmãos Yang Shenyu (楊慎餘) e Yang Shenming (楊慎名) foram forçados a cometer suicídio, e muitos de seus amigos e familiares foram exilados. Enquanto isso, Li Linfu, após apoiar sem sucesso o filho do Imperador Xuanzong, Li Mao (李瑁), o Príncipe de Shou, para ser príncipe herdeiro (com o Imperador Xuanzong selecionando Li Heng em seu lugar), estava tentando encontrar maneiras de minar Li Heng e, portanto, contratou Yang Zhao, Luo Xishi (羅希奭) e Ji Wen (吉溫) para acusar falsamente pessoas com conexões com Li Heng, na esperança de encontrar uma maneira de implicar Li Heng em impropriedades. Yang Zhao foi, portanto, capaz de usar essa oportunidade para destruir várias centenas de famílias, embora, com o eunuco Gao Lishi e o genro do Imperador Xuanz
Em 748, Yang Zhao ocupava cerca de quinze cargos, sendo os principais o de censor imperial e diretor de contabilidade no ministério do tesouro (度支郎中, Duzhi Langzhong). Em 748, o Imperador Xuanzong também o nomeou Jishizhong (給事中), um atendente imperial, além de vice-chefe censor imperial (御史中丞, Yushi Zhongcheng), mas Yang Zhao continuou responsável pela contabilidade no ministério do tesouro. Em 749, com os armazéns de alimentos dos prefeitos transbordando, Yang sugeriu que, em vez de armazenar alimentos, os prefeitos comprassem seda com os alimentos e transportassem a seda para o tesouro imperial em Chang'an. O Imperador Xuanzong, com Yang relatando excedentes recordes, fez uma visita ao tesouro imperial com os funcionários e o presenteou com uma túnica púrpura e um peixe dourado.
Enquanto isso, até 750, Yang e Ji estavam aliados entre si, e Ji estava tramando com Yang como substituir Li Linfu como chanceler — e ele encontrou crimes dos associados próximos de Li Linfu, Xiao Jiong (蕭炅) e Song Hun (宋渾), e então teve Yang acusá-los e fazê-los serem rebaixados, na tentativa de minar o domínio de Li Linfu sobre o poder. Ele também buscou a reabilitação póstuma de seus tios Zhang Yizhi e Zhang Changzong, e a pedido dele, o Imperador Xuanzong restaurou postumamente os títulos dos Zhangs (retirados quando foram mortos em 705). Além disso, porque havia referências em profecias a uma "espada dourada" (金刀, que, quando colocadas juntas, formavam Zhao 釗)), ele também solicitou uma mudança de nome. O Imperador Xuanzong lhe deu o novo nome de Guozhong (significando "fiel ao estado").
Grato pelo que Xianyu havia feito por ele no início de sua carreira, ele fez de Xianyu o governador militar de Jiannan, apesar do fato de Xianyu ser severo e assim ofender os vassalos não Han. De fato, em 751, depois que Xianyu atacou o Reino de Nanzhao e sofreu uma grande derrota (com 60.000 mortes), Yang ocultou a verdade por ele e afirmou ao Imperador Xuanzong que Xianyu havia obtido uma grande vitória. No entanto, com a campanha contra Nanzhao continuando, Yang ordenou que homens fossem recrutados à força, mesmo que tivessem contribuído anteriormente para o estado (o que normalmente levaria a uma isenção do recrutamento). Ele também fez com que Xianyu oferecesse sua renúncia e o recomendasse em vez disso; posteriormente, o Imperador Xuanzong o nomeou governador militar de Jiannan, mas ele permaneceu em Chang'an e não se reportou a Jiannan, embora continuasse a liderar a campanha contra Nanzhao, eventualmente com o número de mortos de Tang chegando a 200.000.
Em 752, Yang recebeu uma oportunidade de remover Li Linfu. Naquele ano, o irmão de Wang Hong, Wang Han (王銲), havia sido implicado em uma tentativa de golpe em Chang'an, e embora o Imperador Xuanzong, a pedido de Li Linfu, inicialmente não tomasse nenhuma medida contra Wang Hong e Wang Han, ele esperava que Wang Hong se oferecesse para ser punido, mas Wang Hong não o fez, o que enfureceu o Imperador Xuanzong. O colega chanceler de Li Linfu, Chen Xilie, e Yang então acusaram ambos Wang Hong de traição, e Wang Hong foi forçado a cometer suicídio, privando Li Linfu de um grande aliado. O cargo de prefeito do Município de Jingzhao (京兆府, abrangendo Chang'an) foi dado a Yang.
Yang então fez com que os cativos da tentativa fracassada de golpe de Wang Han implicasse Li Linfu, e também fez com que Chen e Geshu Han implicasse Li Linfu na rebelião do general etnicamente Tujue Li Xianzhong (李獻忠). Li Linfu tentou desarmar a ameaça solicitando que Yang fosse enviado a Jiannan para supervisionar pessoalmente a campanha contra Nanzhao, e o Imperador Xuanzong enviou Yang a Jiannan, apesar dos pedidos de Yang e dos pedidos da Consorte Yang em seu nome. No entanto, o Imperador Xuanzong prometeu torná-lo chanceler e o convocou assim que ele chegou a Jiannan. Quando ele retornou a Chang'an, Li Linfu estava gravemente doente e tentou agradar Yang apontando que Yang seria chanceler e confiando sua casa a Yang. Após a morte de Li Linfu, no entanto, Yang convenceu o genro de Li Linfu, Yang Qixuan (楊齊宣), a corroborar que Li Linfu estava envolvido com Li Xianzhong. Como resultado, Li Linfu foi despojado postumamente de honras e seus membros da família foram exilados.

## Como chanceler
Enquanto isso, o Imperador Xuanzong nomeou Yang Guozhong como You Xiang (右相) - o chefe do bureau legislativo do governo (中書省, Zhongshu Sheng) e um cargo considerado para um chanceler; também nomeou Yang como ministro dos assuntos do serviço civil (文部尚書, Wenbu Shangshu), e ainda permitiu que ele mantivesse seu comando em Jiannan. Dizia-se que Yang era capaz na retórica, mas carecia de habilidades e presença. Embora tentasse ser um oficial responsável e fosse decisivo, era frívolo e insolente com outros oficiais. Ele pessoalmente assumiu mais de 40 cargos, e expulsou aqueles funcionários que tinham boa reputação, mas não estavam dispostos a seguir suas ordens. Também se dizia que ele tentava mostrar seu talento decidindo questões importantes em sua casa sem discussão com outros funcionários e simplesmente anunciava suas decisões ao chegar nos salões do governo. Enquanto isso, por suas contribuições e as de Chen em "descobrir" o envolvimento de Li Linfu com Li Xianzhong, o Imperador Xuanzong criou ambos duques em 753 - no caso de Yang, o Duque de Wei (魏), embora ele tenha recusado por considerar o título excessivamente honroso para ele, então o Imperador Xuanzong o tornou o Duque de Wei (衛, note o caractere diferente) - um título ligeiramente menor.
Enquanto isso, no entanto, Yang começou a discordar com outro oficial favorito do Imperador Xuanzong - An Lushan, o governador militar de Fanyang (范陽, com sede em Pequim moderna), Hedong (河東, com sede em Taiyuan moderna, Shanxi) e Circuito Pinglu (平盧, com sede em Chaoyang moderna, Liaoning), pois An não respeitava Yang. Yang acusou repetidamente An de estar tramando rebelião, mas o Imperador Xuanzong ignorou os relatórios. Em vez disso, Yang entrou em uma aliança com Geshu, que também não gostava de An e que na época era o governador militar do Circuito Longyou (隴右, com sede em Haidong Prefeitura moderna, Qinghai), recomendando que Geshu assumisse o comando do Circuito Hexi (河西, com sede em Wuwei moderna, Gansu).
Neste momento, Yang e seus parentes estavam vivendo em luxo extremo, e ele e a Dama de Guo tinham mansões interligadas e estavam mostrando abertamente sua proximidade. Enquanto isso, sempre que as irmãs da Consorte Yang - as Damas de Guo, Han e Qin - e Yang Xian e Yang Qi iriam acompanhar o Imperador Xuanzong e a Consorte Yang em excursões ao Palácio Huaqing (華清宮, conhecido por suas fontes termais), suas comitivas se reuniam na mansão de Yang Guozhong, com cada uma das cinco famílias distinguidas por uma cor diferente, causando um deslumbrante espetáculo de cores. Yang Guozhong lideraria a comitiva com seus próprios guardas e as bandeiras como governador militar de Jiannan.
Na primavera de 754, Yang sugeriu ao Imperador Xuanzong que An estava planejando uma rebelião e que, se o Imperador Xuanzong o convocasse para Chang'an, ele certamente não viria - mas quando o Imperador Xuanzong convocou An, An chegou imediatamente a Chang'an e acusou Yang de acusações falsas. A partir de então, o Imperador Xuanzong não acreditaria mais em sugestões de que An estivesse tramando uma rebelião, apesar de Li Heng concordar com a avaliação de Yang sobre essa questão. Enquanto isso, ele considerava promover An a chanceler, mas Yang se opôs e isso não ocorreu, e An subsequentemente retornou a Fanyang. Enquanto isso, Yang estava tendo conflitos também com Chen, e ele forçou Chen a renunciar e depois recomendou Wei Jiansu para substituir Chen. Durante uma inundação subsequente que causou muitos danos, Yang, não querendo relatos de danos, insistiu que não houve danos - e quando os funcionários Li Xian e Fang Guan mesmo assim apresentaram relatórios de danos, ele os rebaixou. Ele também considerava o funcionário Wei Zhi (韋陟) uma ameaça e teve Wei acusado de corrupção - e quando Wei posteriormente subornou Ji, que na época estava aliado a An, em busca de ajuda, Yang também descobriu isso e relatou. Como resultado, Wei e Ji foram rebaixados, e An subsequentemente apresentou uma petição em nome deles, alegando que as acusações de Yang eram falsas, mas o Imperador Xuanzong não tomou nenhuma medida contra An ou Yang.
Na primavera de 755, no entanto, as coisas estavam começando a se complicar. Quando An enviou uma petição para que trinta e dois generais não Han sob seu comando substituíssem os generais Han, o Imperador Xuanzong concordou imediatamente, apesar dos firmes argumentos de Yang e Wei Jiansu de que isso era um sinal de rebelião iminente. Yang e Wei então sugeriram que An fosse promovido a chanceler e que seus três comandos fossem divididos entre seus três vice-comandantes; o Imperador Xuanzong inicialmente concordou, mas depois que o édito foi redigido, ele o suspendeu e, em vez disso, enviou o eunuco Fu Qiulin (輔璆琳) para enviar frutas frescas a An e observá-lo - após o que An subornou Fu para apresentar um relatório favorável. Yang, no entanto, persistiu em seus relatórios contra An, incluindo ter o prefeito de Jingzhao prender o amigo de An, Li Chao (李超) e outros e executá-los secretamente. O filho de An, An Qingzong (安慶宗), que na época estava em Chang'an, relatou isso a An Lushan, fazendo com que An Lushan ficasse ainda mais apreensivo. Eventos subsequentes - incluindo a recusa de An em comparecer ao funeral de um príncipe imperial no verão de 755 e sua oferta de enviar um grande número de cavalos para Chang'an no outono de 755 - começaram a fazer o Imperador Xuanzong começar a suspeitar de An. Ele também descobriu que Fu havia recebido subornos de An e, portanto, mandou matar Fu, enviando em seu lugar outro eunuco, Feng Shenwei (馮神威), para Fanyang para novamente convocar An. An recusou.
No inverno de 755, An, finalmente sentindo que não tinha escolha a não ser rebelar-se, assim o fez. Os funcionários imperiais estavam todos apreensivos, porque An tinha as tropas mais fortes do reino na época, exceto Yang, que acreditava que An poderia ser facilmente suprimido. No entanto, as forças de An vagaram pela região ao norte do Rio Amarelo facilmente, chegando a Luoyang por volta do ano novo de 756 e capturando-a facilmente, apesar dos esforços de Feng Changqing para defendê-la. Em resposta, o Imperador Xuanzong considerou passar o trono para Li Heng e liderar pessoalmente as tropas contra An - uma proposta que Yang temia, acreditando que Li Heng então tomaria medidas contra os Yangs. Ele fez Consort Yang dissuadir o Imperador Xuanzong de ambas as ações.
Enquanto isso, Geshu foi convocado para Chang'an para comandar as forças contra An - e Geshu foi então capaz de fabricar evidências de que o sobrinho do padrasto de An, An Sishun, com quem Geshu também não se dava bem, estava envolvido na rebelião de An Lushan, e An Sishun foi executado. Yang, após este incidente, começou a ficar apreensivo em relação a Geshu também. Quando Geshu subsequentemente assumiu posição defensiva no Passo de Tong e recusou-se a enfrentar as forças de An, argumentando que enquanto mantivesse Chang'an segura, os outros generais Li Guangbi e Guo Ziyi logo seriam capazes de capturar a base de poder de An em Fanyang e tornar An inofensivo. Yang, no entanto, temia que Geshu estivesse planejando algo contra ele. (O vice de Geshu, Wang Sili (王思禮), sugeriu a Geshu que matasse Yang quando pudesse, mas Geshu recusou.) Yang, portanto, enviou seu associado Du Qianhui (杜乾輝) com um comando de exército separado para a frente também para observar Geshu, e Geshu, por sua vez, apreensivo de que Yang ia agir contra ele, encontrou uma desculpa para executar Du, aumentando ainda mais as suspeitas de Yang. Yang, portanto, fez com que o Imperador Xuanzong ordenasse que Geshu enfrentasse o comandante avançado de An, Cui Qianyou (崔乾祐), apesar das repetidas protestas de Geshu de que uma batalha era inábil. Uma vez que os exércitos se engajaram, as forças Tang foram esmagadas pelas forças de Cui; Geshu foi capturado, e o Passo de Tong caiu em 10 de julho.
Yang então começou a planejar uma evacuação para Jiannan. O Imperador Xuanzong concordou. Em 14 de julho, o cortejo imperial, sem anunciar ao povo de Chang'an, deixou Chang'an, com o Imperador Xuanzong acompanhado pelos membros do clã imperial, Yang, Wei Jiansu, o oficial Wei Fangjin, o general Chen Xuanli e eunucos e damas de companhia próximas ao imperador.
Em 15 de julho, a comitiva do Imperador Xuanzong chegou à Estação de Mawei (馬嵬驛, em Xianyang, Shaanxi). Os guardas imperiais não foram alimentados e estavam irritados com Yang Guozhong. Chen também acreditava que Yang Guozhong provocara este desastre e planejava matá-lo - e relatou seus planos a Li Heng através do eunuco Li Fuguo, mas Li Heng hesitou e não deu sua aprovação. Enquanto isso, emissários do Império Tibetano, que haviam seguido o Imperador Xuanzong para o sul, estavam se encontrando com Yang Guozhong e reclamando que eles também não foram alimentados. Os soldados da guarda imperial aproveitaram essa oportunidade para proclamar que Yang Guozhong estava planejando traição junto com os emissários tibetanos, e o mataram, juntamente com seu filho Yang Xuan (楊暄), as Damas de Han e Qin, e Wei Fangjin. Wei Jiansu também quase foi morto, mas foi poupado no último momento com ferimentos graves. Os soldados então cercaram o pavilhão do Imperador Xuanzong e se recusaram a dispersar mesmo depois que o Imperador Xuanzong saiu para confortá-los e ordenar-lhes que se dispersassem. Chen instou publicamente o imperador a matar Consort Yang - o que o Imperador Xuanzong inicialmente recusou. Depois que Wei Jiansu filho Wei E (韋諤) e Gao Lishi falaram mais, o Imperador Xuanzong finalmente resolveu fazê-lo. Portanto, ele pediu a Gao que levasse Consort Yang a um santuário budista e permitisse um suicídio forçado, considerado uma morte mais digna do que a execução. Depois de mostrar o corpo a Chen e aos outros generais da guarda imperial, os soldados da guarda finalmente se dispersaram e se prepararam para mais movimentos. Enquanto isso, a esposa de Yang Guozhong, Pei Rou, o filho Yang Xi (楊晞), a Dama de Guo e o filho da Dama de Guo, Pei Hui (裴徽), tentaram fugir, mas foram mortos em fuga.
A biografia de Yang no Antigo livro de Tang comentou sobre o erro de julgamento de Yang em relação à situação em Tong Pass:
Naquela época, enquanto An Lushan controlava o Rio Amarelo e Luoyang, seus soldados só conseguiam chegar tão longe a leste quanto a região de Liang e Song para o leste [(ou seja, a parte oriental moderna de Henan)] e a região de Xu e Deng para o sul [(ou seja, o sudeste moderno de Henan)]. Li Guangbi e Guo Ziyi estavam liderando os melhores soldados ao norte do Rio Amarelo e acabavam de capturar a região de Heng e Ding [(ou seja, o centro moderno de Hebei). Se as Montanhas Yao [(em Sanmenxia, Henan)] e o Passo Hangu pudessem ser mantidos e o exército não fosse usado frívolamente, então a violenta rebelião certamente começaria a se desmoronar por si só. Assim que Geshu Han foi forçado a avançar, em poucos dias, o imperador fugiu, o governo imperial caiu, os oficiais foram feitos prisioneiros, as consortes imperiais e princesas foram mortas, os soldados ocuparam o reino e o dano afetou todo o império. Este desastre foi todo causado por Yang Guozhong.